# Romería de los Viriatos

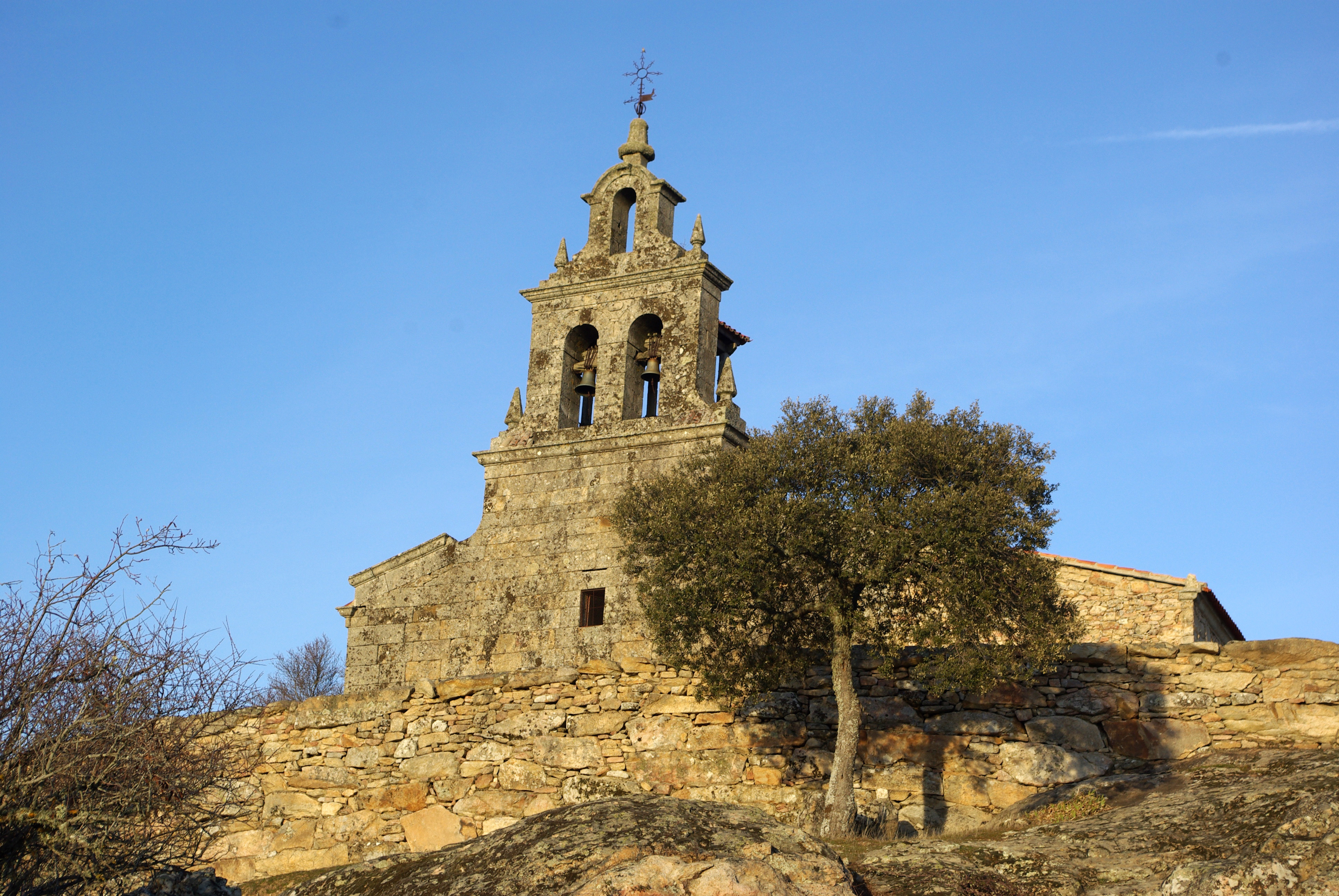
Ermita de Nuestra Señora del Castillo.

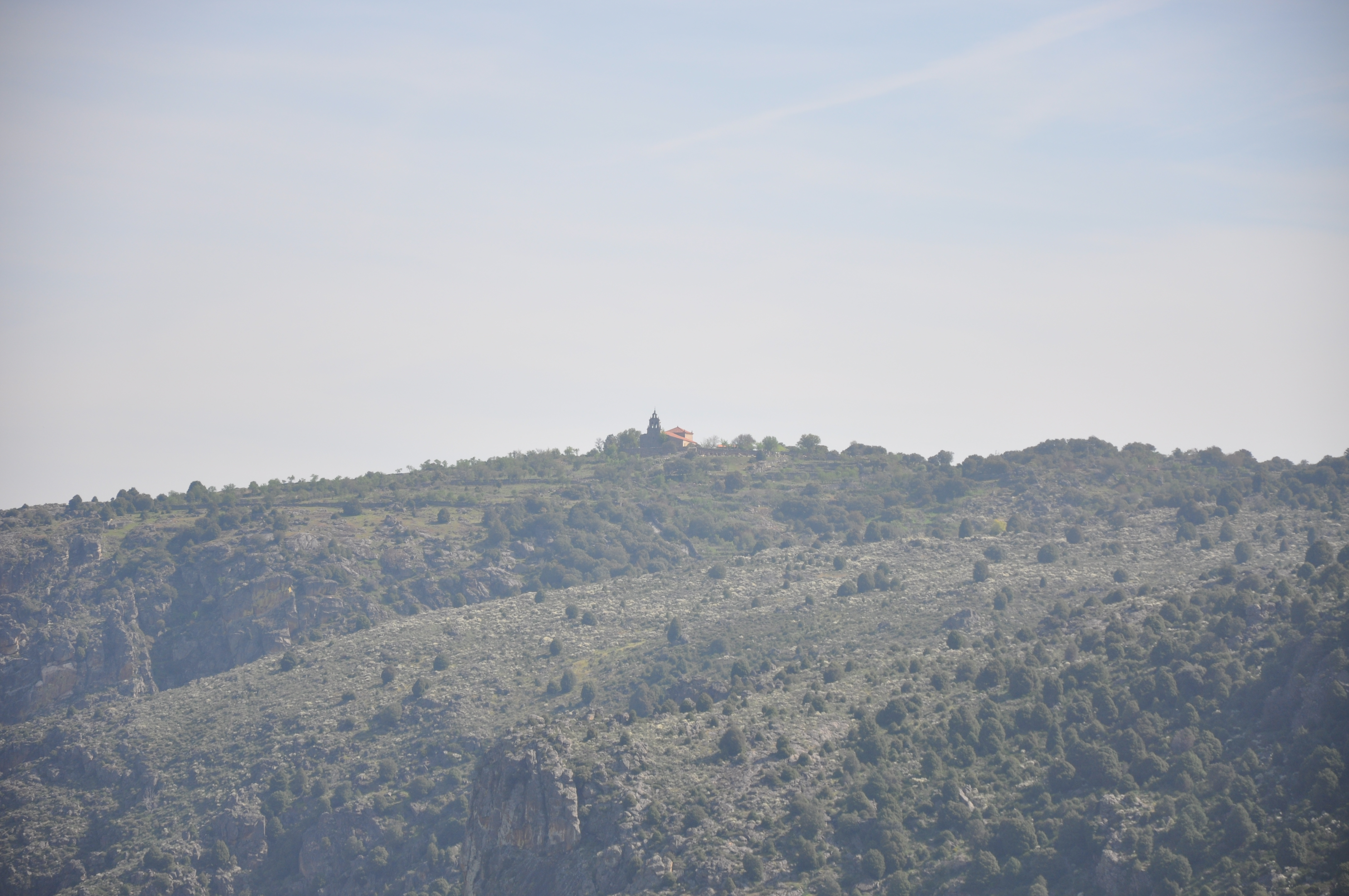
Panorámica de la ermita de Nuestra Señora del Castillo, tomada desde el mirador de Freixiosa (Portugal).

La romería de los Viriatos, o de los Pendones, es una romería popular celebrada en honor de la virgen del Castillo el primer domingo de junio en el municipio de Fariza de la provincia de Zamora (Castilla y León, España).
Declarada de interés turístico regional por la Junta de Castilla y León, cuenta con la participación de los feligreses de las localidades sayaguesas de Argañín, Badilla, Cozcurrita, Fariza, Mámoles, Palazuelo, Tudera y Zafara, que acuden con sus pendones y distintivos. Su popularidad ha rebasado la frontera comarcal y provincial, siendo frecuente la participación de otros pueblos cercanos e incluso de la vecina Portugal, a la que todos acuden portando sus correspondientes pendones.
Aunque el acto central es celebrado el primer sábado de junio (hasta hace poco tiempo se celebraba el primer domingo de junio), la víspera anterior también cuenta con actos festivos relacionados con la romería.

## Origen
La romería cuenta con una histórica manifestación popular con orígenes inciertos. Para unos sería un festejo con raíces en la época prerromana, como muestra la alusión al nombre de Viriato en su denominación principal. Otros lo identifican en la Edad Media, al figurar en la celebración los pendones identificativos de los concejos de aquella época. Por último, al existir una tercera denominación de este acto festivo que alude a la “Virgen del Castillo”, se indica que la romería existiría desde el siglo XVII, dado que la cofradía de su mismo nombre se fundó en 1611, y ello pese a que la ermita que la acoge exista desde el siglo XIII.

## Los pendones
El pendón se crea con un fuerte tronco de negrillo u olmo, del que ondean al viento las telas níveas de los pendones con los bordados característicos de cada una de las iglesias. En la copa del pendón luce un ramillete de suaves formas redondeadas de una planta llamada “rusco” o “carrasco del diablo”, de color verde intenso. Un hombre robusto porta el pendón, ayudado de tres cordeleros y por fuertes correones de cuero que se ciñen sobre su espalda. 

## Actos festivos
El conjunto de los actos festivos se desarrolla dividido en tres procesiones:

### Procesión de la Despedida
Los actos comienzan el día anterior al primer sábado de junio con la Procesión de la Despedida. La festividad de la víspera comienza con una misa en la iglesia parroquial de San Julián de Fariza y la primera de las tres procesiones. Esta procesión simboliza el paseo de la virgen por las calles de Fariza para despedirse de los que durante el invierno han sido sus vecinos, ya que al día siguiente se traslada a su ermita. 
La festividad es complementada con diversas actividades lúdicas y la velada amenizada con una verbena popular.

### Procesión del Encuentro
El día siguiente, sábado, después de despuntar el día, se produce la Procesión del Encuentro. La virgen es sacada de la parroquia de San Julián, y una comitiva con el pendón de Fariza a la cabeza, seguido de pendonetas (pendones pequeños), la cruz parroquial y el Cristo procesional, se dirige a la salida de Fariza en dirección a Palazuelo, para allí recibir y dar la bienvenida a los pendones, pendonetas, cruces parroquiales y Cristos procesionales de algunas de las localidades intervinientes en el festejo. En el lugar del encuentro ya están esperando, y desplegados, gigantescos pendones de dichas localidades, sonando la música y lanzándose cohetes en el momento del encuentro. Posteriormente, los pendones de los pueblos a los que se ha dado la bienvenida, serán sujetados con barras diseñadas para tal fin.
La comitiva repite esta bienvenida a la entrada de Fariza en dirección Badilla y, posteriormente, en dirección Bermillo de Sayago, a fin de recibir a todas las representaciones de las localidades intervinientes.
Concluida la recepción, la virgen es conducida a la iglesia de San Julián, donde permanecerá hasta la tarde que es cuando comienza la romería de los Viriatos, aunque previamente, y mediante invitación popular del Ayuntamiento de Fariza, se celebra la tradicional comida o "escabechada" y la celebración de la misa en la iglesia de San Julián.

### Procesión de los Viriatos o de los Pendones
Por la tarde del sábado es cuando se inicia el acto principal, la romería a la ermita de la Virgen del Castillo, con todos los participantes recorriendo el camino para acompañar a la Virgen. El orden en la procesión de los pendones, es el mismo que el de la recepción de la mañana, es decir, la comitiva es encabezada por Fariza, seguida de Cozcurrita, Mámoles, Palazuelo, Badilla, Tudera, Zafara y Argañín. También las insignias llevan un orden, pues tras los pendones desfilan las pendonetas, seguidos de las cruces parroquiales y los Cristos procesionales, cerrando la comitiva la imagen de la virgen
Tras la llegada a la ermita, la virgen da una vuelta a su alrededor, para posteriormente descansar y dar pie a la oportuna merienda.
El regreso se realiza por el mismo camino de ida, para una vez llegados a Fariza disolver la comitiva y, tras las despedidas, cada familia regresa a su respectiva casa.